# Nordmøre tingrett
Nordmøre tingrett is een tingrett (kantongerecht) in de Noorse fylke Møre og Romsdal. Het gerecht is gevestigd in Kristiansund.  
Het gerechtsgebied omvat de gemeenten Aure, Averøy, Gjemnes, Kristiansund, Rindal, Smøla, Sunndal, Surnadal en Tingvoll. Nordmøre maakt deel uit van het ressort van Frostating lagmannsrett. In zaken waarbij beroep is ingesteld tegen een uitspraak van Nordmøre zal de zitting van het lagmannsrett meestal ook worden gehouden in Kristiansund.